# Верх (озеро)
Верх — озеро в правобережье Межы на юго-западе Тверской области России. Располагается в Западно-Двинской низине на территории Западнодвинского района. Принадлежит бассейну Западной Двины.
Уровень уреза воды в озере находится на высоте 171 м над уровнем моря. Площадь водной поверхности — 0,8 км². Длина береговой линии — 3,3 км. На северо-востоке к озеру подведена сеть мелиоративных канав из болота Березовский Мох. С западной стороны вытекает река Борсовка, впадающая в озеро Путное.